# Whittingham (Northumberland)
Whittingham ist ein Dorf in Northumberland, England.

## Lage
Whittingham liegt am Ostabhang der Cheviot Hills im Tal des Flusses Aln. Die nächsten größeren Orte sind im Süden das ungefähr 10 km entfernte Rothbury, im Westen das 12 km entfernte Alnwick und im Norden das 20 km entfernte Wooler. In westliche Richtung liegen die höheren Lagen der Cheviot Hills mit dem Northumberland-Nationalpark, hier finden sich nur noch kleinere Dörfer wie Alnham im oberen Tal des Aln.

## Geschichte
Die ältesten Spuren menschlicher Besiedlung bei Whittingham datieren aus der Jungsteinzeit. Aus der Bronzezeit wurden mehrere Cup-and-Ring-Markierungen, Hügelgräber und einzelne Waffen und Gebrauchsgegenstände  gefunden. Auf dem Gebiet der Gemeinde verliefen zwei römische Straßen, eine von Corbridge an die Nordostküste und eine Verbindungsstraße zur Dere Street. An der Kreuzung dieser beiden Straßen stand ein kleines römisches Kastell. Die Gründung der Kirche wird auf das frühe Mittelalter datiert, in der folgenden Zeit entstanden im Verlauf der Kriege zwischen England und Schottland verstreute Befestigungen zum Schutz der lokalen Bevölkerung. Die Gemeinde war durchgängig landwirtschaftlich geprägt, dies zeigt sich auch im Gutshof Eslington Park westlich des Ortes, der seit dem 15. Jahrhundert ein lokaler Adelssitz ist.

## Bauwerke
Die Kirche St Bartholomew stammt aus angelsächsischer Zeit und ist als Grade I Listed Building als Bauwerk von außerordentlicher historischer Bedeutung der höchsten englischen Denkmalschutzstufe zugeordnet. In der Ortsmitte befindet sich noch ein Peel tower aus dem 13./14. Jahrhundert, der im späten 19. Jahrhundert durch Baron Ravensworth zu kleinen Wohnungen umgebaut wurde. Außerhalb des Dorfes liegen als historisch bedeutsame Gebäude unter anderem noch die römisch-katholische Kirche an der Straße nach Glanton und das Bridge of Aln Hotel an der Brücke der Fernstraße über den Aln.

## Wirtschaft und Bevölkerung
Der größte Teil aller Arbeitnehmer arbeitet in der Land- und Forstwirtschaft oder im Handel.
Das Durchschnittsalter der Bevölkerung liegt bei 43 Jahren, ethnische Minderheiten gibt es im Ort nicht.

## Infrastruktur
Ungefähr 2 km vom Ortszentrum entfernt führt von Süd nach Nord die Fernstraße A697 durch das Gemeindegebiet. Bis 1953 gab es hier ebenfalls eine Station der Bahnlinie von Alnwick nach Coldstream, von der noch Reste vorhanden sind und an die der Name des entsprechenden Ortsteils „Whittingham Station“ erinnert.

## Fotos

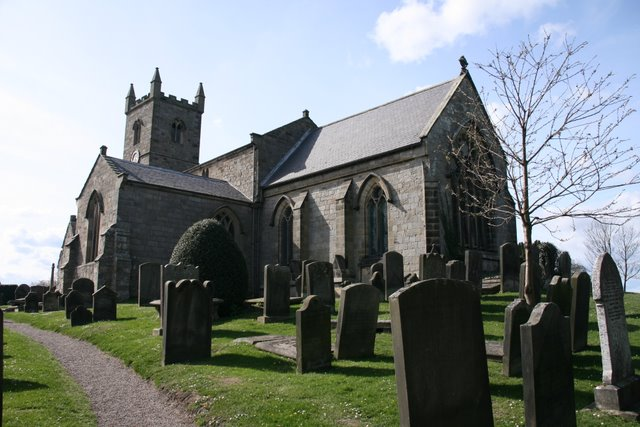
Kirche St Bartholomew mit Friedhof
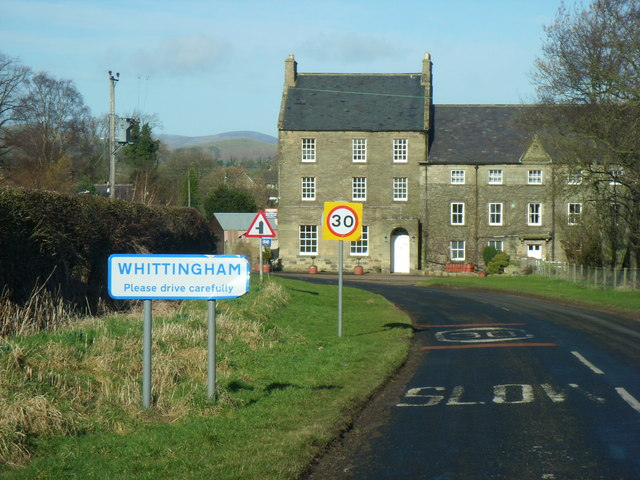
Ortseingang
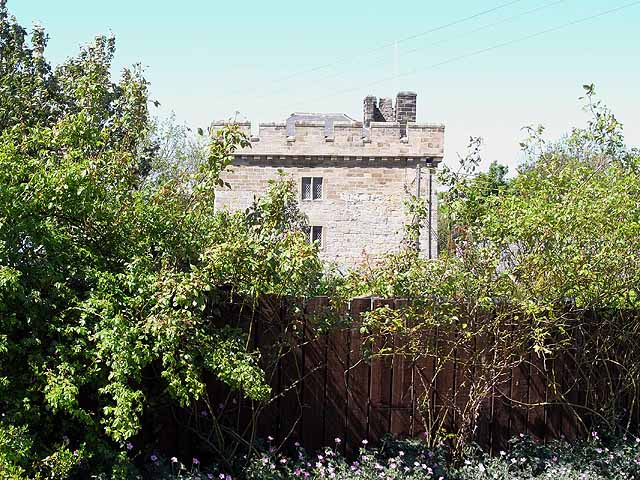
Whittingham Tower
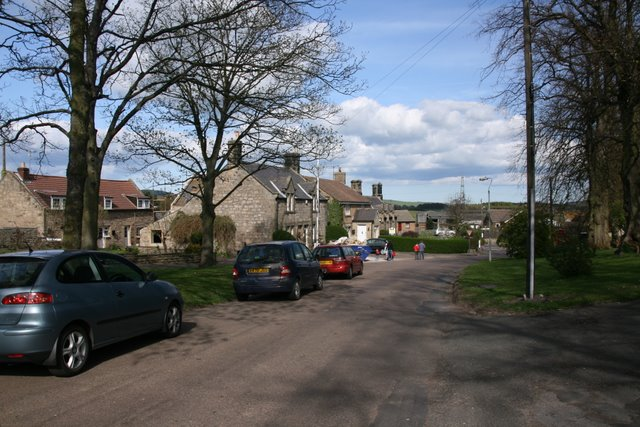
Callaly Road kurz vor der Lemington Bank
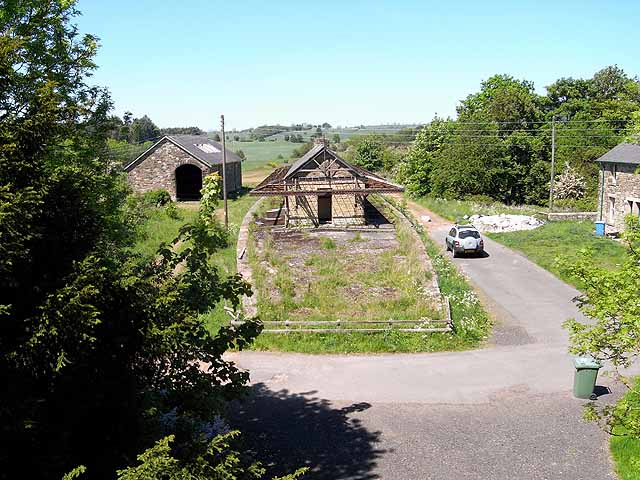
Reste der alten Bahnstation